# Natalja Bondartjuk
Natalja Bondartjuk (även Natal'ja Bondarcuk, ryska Наталья Бондарчук), född 10 maj 1950 i Moskva, är en rysk skådespelare och regissör. Hon hade flera betydande filmroller i sovjetiska filmer mellan 1969 och 1991.
Bondartjuk växte upp i Moskva. Båda föräldrarna var skådespelare; fadern Sergej Bondartjuk kom från Ukraina och modern Inna Makarova från Sibirien.
Natalja Bondartjuks stora internationella skådespelargenombrott var huvudrollen som Hari i Andrej Tarkovskijs meditativa psykodrama Solaris (1972) som utspelar sig på en rymdstation. Hari är en gengångare eller en hallucination, tillika den manliga huvudrollen Kelvins (som spelas av Donatas Banionis) döda flickvän.
Bondartjuk regidebuterade år 1982 och hennes senaste film om Aleksandr Pusjkin är från år 2006.